# Looped
Looped  (Loopeados su título en Hispanoamérica y en España como Looped) es una serie de televisión animada infantil canadiense producida por DHX Media en los estudios de la compañía en Toronto y Vancouver. La serie realizó su estreno internacional en Latinoamérica el 4 de enero de 2016 y finalizó sus transmisiones el 1 de abril de 2016 por Cartoon Network, se estrenó oficialmente el 2 de marzo de 2016 en Canadá por Teletoon.

## Sinopsis
La serie gira en torno a la vida y aventuras de Luc y Theo, dos chicos de 12 años de edad, mejores amigos que quedan atrapados en un loop de tiempo donde cada día es lunes, y como el lunes es siempre el mismo, saben todo lo que sucederá antes de que suceda. Lo usan como una oportunidad de hacer lo que quieran, más principalmente en la escuela, lo que por lo general ellos se meten en problemas. Theo se siente atraído por Gwyn, un personaje recurrente en la serie, lo que se muestra en varios episodios. Primero se quedó atascado en el loop porque Luc saltó de su patineta y se estrelló en la cochera (laboratorio) de Theo en el primer episodio, y los experimentos científicos de Theo consiguió que sucediera el loop.

## Personajes
- Luc Maxwell:El mejor amigo impulsivo de Theo, que a menudo actúa de manera egoísta y se preocupa muy poco por los demás o por las consecuencias de sus acciones. Es consciente del enamoramiento de Gwyn por él, pero no desea estar en una relación. Sus padres estaban en un viaje de negocios cuando sucedió el ciclo y él no ha mostrado deseos de volver a verlos.
- Theodore "Theo" Merton Jr.:El mejor amigo responsable de Luc que tiene un conocimiento irascible del ciclo y siempre tiene que interpretar al hombre directo de las payasadas impulsivas de Luc. Él está enamorado de Gwyn y, a menudo, hará todo lo posible para impresionarla. En el episodio "Monster Stink" revela que el ciclo de tiempo había durado al menos cuatro años.
- Amy:una gótica que es compañera de clase de Luc y Theo que ocasionalmente ayuda a los dos, pero otras veces sirve como un obstáculo.
- Claire:La niñera adolescente de Luc, que es su guardiana mientras sus padres están fuera, ya que el ciclo ha durado más de cuatro años, ella tuvo que estar a cargo de él durante un tiempo innecesariamente largo.
- Sarah Doover:La chica más popular de la escuela que nunca habla, solo se comunica a través de textos de Kelly y Kelli. Sarah solo habla en el final de la serie donde se revela que estaba guardando su voz para un próximo show de talentos.
- Kelly y Kelli:compañeras gemeloa idénticos de Sarah que no tienen personalidades fuera de Sarah, ellas suelen hablar por ella.
- Entrenador Lessard:El profesor de gimnasia letárgico en la escuela que siempre viaja en un carrito de golf. A pesar de ser considerado como el mejor maestro de la escuela, fácilmente deja que el poder se le suba a la cabeza.
- Maestro Gelatino:El profesor de ciencias que siempre enseña la misma clase una y otra vez.
- Gwyneth "Gwyn" Sanders:una chica de cabello rosado que es el interés amoroso de Theo a pesar de que siente algo por Luc y nunca puede recordar el nombre de Theo.
- Jesse:es el matón de la escuela que es muy flatulento y tiene mal genio, aunque no es malo por naturaleza.
- Kyle Bush:El chico más popular de la escuela que es perfecto en todos los sentidos, convirtiéndolo en un Gary Stu. Luc lo odia por esto, y siempre es superado por él.
- Lester:un estudiante que está obsesionado con los videojuegos y que intencionalmente pasa la mayor parte de su tiempo dentro de su casillero.
- Director Gruñines:él es el director de la escuela con la que Luc y Theo a menudo se meten sin razón.

## Episodios
| N.º | Título                                                                     | Escrito Por                                           | Estreno Original     | Estreno en Latinoamérica |
| --- | -------------------------------------------------------------------------- | ----------------------------------------------------- | -------------------- | ------------------------ |
| 1   | «Esquívalo» «Dodge This»                                                   | Craig Martin                                          | 2 de marzo de 2016   | 4 de enero de 2016       |
| 2   | «La Mosca Theo» «Theo Fly»                                                 | Meghan Read                                           | 2 de marzo de 2016   | 5 de enero de 2016       |
| 3   | «Me Robó mi Robot» «She's All Bot»                                         | Meghan Read                                           | 6 de marzo de 2016   | 6 de enero de 2016       |
| 4   | «Todo Tiene Secuelas» «All Things Being Sequel»                            | Andrew Harrison                                       | 6 de marzo de 2016   | 7 de enero de 2016       |
| 5   | «4 de 5 Dentistas Prefieren el Loop» «4 out of 5 Dentists Prefer the Loop» | Amy Cole                                              | 9 de marzo de 2016   | 8 de enero de 2016       |
| 6   | «Portalindo» «Sickwich»                                                    | Kyle Hart                                             | 9 de marzo de 2016   | 11 de enero de 2016      |
| 7   | «Hay un Nuevo Director en el Pueblo» «There's a New Principal in Town»     | Shawn Kalb                                            | 16 de marzo de 2016  | 12 de enero de 2016      |
| 8   | «Inteligenciado» «Getted Smart»                                            | Andrew Harrison                                       | 16 de marzo de 2016  | 13 de enero de 2016      |
| 9   | «Cazadores de Gases» «Fart Busters»                                        | Craig Martin                                          | 23 de marzo de 2016  | 14 de enero de 2016      |
| 10  | «Monstruo Apestoso» «Monster Stink»                                        | Meghan Read                                           | 23 de marzo de 2016  | 15 de enero de 2016      |
| 11  | «Cuñaca-Dabra» «Applecrab-Dabra»                                           | Historia por: Shawn Kalb Adaptación por: Craig Martin | 30 de marzo de 2016  | 18 de enero de 2016      |
| 12  | «Lunes Ciclos» «Monday Circles»                                            | Kyle Hart                                             | 30 de marzo de 2016  | 19 de enero de 2016      |
| 13  | «Los Sustitutos» «The Replacements»                                        | Meghan Read                                           | 6 de abril de 2016   | 20 de enero de 2016      |
| 14  | «Lucrobacias» «Luc at Me»                                                  | Craig Martin                                          | 6 de abril de 2016   | 21 de enero de 2016      |
| 15  | «Un Loop Hacia Adelante» «Loop It Forward»                                 | Evan Thaler Hickey                                    | 13 de abril de 2016  | 22 de enero de 2016      |
| 16  | «Pollitzilla» «Chick Magnet»                                               | Josh Saltzman                                         | 13 de abril de 2016  | 25 de enero de 2016      |
| 17  | «La Clase de Genios» «The Gifted Class»                                    | Ben Joseph                                            | 20 de abril de 2016  | 26 de enero de 2016      |
| 18  | «Ka-Chum» «Sooper Loopers»                                                 | Craig Martin                                          | 20 de abril de 2016  | 27 de enero de 2016      |
| 19  | «La Isla Pastel de Cumpleaños» «Birthday Cake Island»                      | Josh Saltzman                                         | 27 de abril de 2016  | 28 de enero de 2016      |
| 20  | «El Día Libre de Zap» «Zap's Day Off»                                      | Meghan Read                                           | 27 de abril de 2016  | 29 de enero de 2016      |
| 21  | «Puerto Miedo» «Port Fear»                                                 | —                                                     | 4 de mayo de 2016    | 1 de febrero de 2016     |
| 22  | «Con-Sergio» «Jan-Itor-Nado»                                               | —                                                     | 4 de mayo de 2016    | 2 de febrero de 2016     |
| 23  | «Bebe Papá» «Baby Daddy»                                                   | —                                                     | 11 de mayo de 2016   | 3 de febrero de 2016     |
| 24  | «El Hechicero del Laberinto del Tormento» «Wizard of Wacker Maze»          | —                                                     | 11 de mayo de 2016   | 4 de febrero de 2016     |
| 25  | «11 minutos al Largos» «11 Minutes to Lame»                                | —                                                     | 18 de mayo de 2016   | 5 de febrero de 2016     |
| 26  | «Rol en el Loop» «Larping in the Loop»                                     | —                                                     | 18 de mayo de 2016   | 8 de febrero de 2016     |
| 27  | «Burrito Espacial» «Space Burrito»                                         | —                                                     | 25 de mayo de 2016   | 9 de febrero de 2016     |
| 28  | «Ronnie Trasco»                                                            | —                                                     | 25 de mayo de 2016   | 10 de febrero de 2016    |
| 29  | «Bádminton Hasta el Fin» «Badmerton to the Bone»                           | —                                                     | 1 de junio de 2016   | 11 de febrero de 2016    |
| 30  | «Loop - Ahí Está» «Loop – There It is»                                     | —                                                     | 1 de junio de 2016   | 12 de febrero de 2016    |
| 31  | «Calvo es Candor» «Bald is Beautiful»                                      | —                                                     | 8 de junio de 2016   | 15 de febrero de 2016    |
| 32  | «Nerdnesia»                                                                | —                                                     | 8 de junio de 2016   | 16 de febrero de 2016    |
| 33  | «Trueno Aceitado» «Oiled Thunder»                                          | —                                                     | 15 de junio de 2016  | 17 de febrero de 2016    |
| 34  | «Reversirena» «Reverse Mermaid»                                            | —                                                     | 15 de junio de 2016  | 18 de febrero de 2016    |
| 35  | «La Guerra de Hielo» «Fallout Room Boy»                                    | —                                                     | 22 de junio de 2016  | 19 de febrero de 2016    |
| 36  | «El Cohete del Mañana» «Rocket to Tomorrow»                                | —                                                     | 22 de junio de 2016  | 22 de febrero de 2016    |
| 37  | «TBA» «Re-Vamp»                                                            | —                                                     | 29 de junio de 2016  | 23 de febrero de 2016    |
| 38  | «TBA» «Release the Krakenfoot»                                             | —                                                     | 29 de junio de 2016  | 24 de febrero de 2016    |
| 39  | «Ninjitsu para Principiantes» «Ninjitsu for Beginners»                     | —                                                     | 6 de julio de 2016   | 25 de febrero de 2016    |
| 40  | «Un Kyle en Tus Zapatos» «A Kyle in His Shoes»                             | —                                                     | 6 de julio de 2016   | 26 de febrero de 2016    |
| 41  | «Moby Piraña» «Moby Piranha»                                               | —                                                     | 13 de julio de 2016  | 29 de febrero de 2016    |
| 42  | «Loopy Loops»                                                              | —                                                     | 13 de julio de 2016  | 1 de marzo de 2016       |
| 43  | «Una Falla en el Tiempo» «A Glitch in Time»                                | —                                                     | 20 de julio de 2016  | 2 de marzo de 2016       |
| 44  | «Policías del Tiempo» «Out of Time»                                        | —                                                     | 20 de julio de 2016  | 3 de marzo de 2016       |
| 45  | «Una Situación en el Museo» «Plight at the Museum»                         | —                                                     | 27 de julio de 2016  | 4 de marzo de 2016       |
| 46  | «La Emocinante Conclusión» «The Exciting Conclusion»                       | —                                                     | 27 de julio de 2016  | 7 de marzo de 2016       |
| 47  | «La Planta de Energía» «Power Plant»                                       | —                                                     | 1 de agosto de 2016  | 8 de marzo de 2016       |
| 48  | «TBA» «Back in the Saddle»                                                 | —                                                     | 1 de agosto de 2016  | 9 de marzo de 2016       |
| 49  | «La Chica de la Falla» «Glitch Girl»                                       | —                                                     | 8 de agosto de 2016  | 10 de marzo de 2016      |
| 50  | «Un Futuro Fortuito» «A Fortuitous Future»                                 | —                                                     | 8 de agosto de 2016  | 11 de marzo de 2016      |
| 51  | «Desayuno Completo (Parte 1)» «Balanced Breakfast (Part 1)»                | —                                                     | 15 de agosto de 2016 | 14 de marzo de 2016      |
| 52  | «Desayuno Completo (Parte 2)» «Balanced Breakfast (Part 2)»                | —                                                     | 16 de agosto de 2016 | 15 de marzo de 2016      |